# Zephyra
Zephyra es un género de plantas con flores perteneciente a la familia de las tecofileáceas. El género comprende dos especies nativas de Chile: Zephyra compacta C.Ehrh. y Zephyra elegans D.Don. 